# Paus Gregorius VI

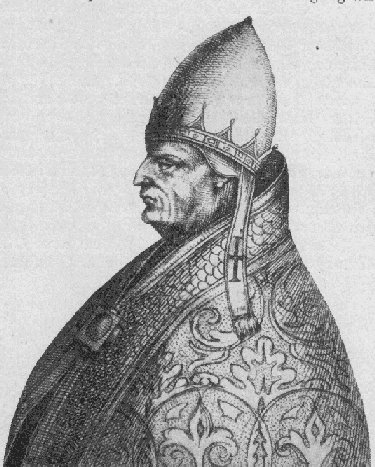
Gregorius VI.

Gregorius VI, geboren als Johannes Gratianus Pierleoni (? - waarschijnlijk overleden te Keulen, november 1047) was paus van 1045 tot 1046. Hij mag niet worden verward met de in 1012 benoemde gelijknamige tegenpaus.
Voor zijn korte pontificaat was Gregorius VI sinds 1012 kardinaal-priester en aartspriester van San Giovanni a Porta Latina. In 1045 kocht hij van paus Benedictus IX, wiens peter hij was, het pauselijk ambt voor 1000 pond zilver, hoewel hij zelf een tegenstander van dergelijke simonie was. Op 1 mei 1045 werd hij tot paus gekozen. Later echter hielden zowel Gregorius VI alsook Benedictus IX zelf aan hun aanspraak vast de rechtmatige paus te zijn. Daar tegelijkertijd ook nog Silvester III tot paus werd verheven, regeerden nu in Rome drie pausen gelijktijdig.
De meeste kerkmannen kozen de kant van Gregorius, die aan de misstanden in de Kerk een einde wilde maken. De rooms-koning Hendrik III riep echter op 20 december 1046 de synode van Sutri bijeen, die alle drie de pausen onrechtmatig verklaarde. Daarom werd op 24 december in Rome bisschop Suidger van Bamberg als Clemens II tot paus verheven.
Gregorius werd naar Keulen verbannen, waarheen hem een jongere monnik genaamd Hildebrand begeleidde, de latere paus Gregorius VII. Gregorius VI stierf vermoedelijk in november 1047 in Keulen.